# Lizbet Martínez
Lizbet Martínez es violinista y profesora de inglés cubana en el M.A. Milam K-8 Center.

## Biografía
Durante la crisis de los balseros cubanos de 1994, más de 30000 cubanos emigraron a Estados Unidos desde Cuba en balsas. Considerada como un símbolo del éxodo balsero, Martínez se dio a conocer por primera vez el 21 de agosto de 1994, como una balsera de doce años de edad proveniente de Cuba. Esto fue cuando la Guardia Costera de los Estados Unidos la sacó a ella y a su familia de su balsa. La Guardia Costera quería llevarse su violín porque pensaban que el estuche podría contener un arma. Luego abrió el estuche y comenzó a tocar «The Star-Spangled Banner» en su violín. Pasó cinco meses en la Base Naval de la Bahía de Guantánamo antes de ser trasladada a Miami, Florida.
Martínez asistió a la Universidad Internacional de Florida y obtuvo una licenciatura en educación musical. En su graduación, tocó el himno frente a sus compañeros graduados para dar inicio a la ceremonia de graduación de la universidad. Más tarde tocó su violín frente a los presidentes de Estados Unidos Bill Clinton y George W. Bush. Martínez también actuó junto a Gloria Estefan y Jon Secada.
Más tarde se convirtió en maestra en Emerson Elementary, antes de enseñar en M.A. Milam K-8 Center. Enseñó música, hasta que los recortes presupuestarios le quitaron el programa de música a Milam, lo que la llevó a enseñar inglés. Martínez también está casada y tiene dos hijos. Apareció en la película Voces de Cuba. Pasados 20 años desde que Martínez emigró de Cuba, se publicó un artículo de seguimiento sobre la situación